# Adattamenti cinematografici e televisivi dei romanzi di Arthur Conan Doyle
Questo è l'elenco degli adattamenti cinematografici, film televisivi ed episodi di serie televisive tratti dai romanzi e racconti di Arthur Conan Doyle.

## Elenco
| Anno | Film                                                                            | Opera da cui è tratto | Note                           |
| ---- | ------------------------------------------------------------------------------- | --- | ------------------------------ |
| 1900 | Sherlock Holmes Baffled                                                         | Nessuno | Cortometraggio                 |
| 1905 | Adventures of Sherlock Holmes                                                   | Vagamente ispirato al romanzo Il segno dei quattro | Cortometraggio                 |
| 1908 | Sherlock Holmes in the Great Murder Mystery                                     | Nessuno | Cortometraggio                 |
| 1909 | Den graa dame                                                                   | ??????????? | Cortometraggio                 |
| 1911 | Den stjaalne millionobligation                                                  | ??????????? | Cortometraggio                 |
| 1912 | The Copper Beeches                                                              | Dal racconto L'avventura dei Faggi Rossi, della raccolta Le avventure di Sherlock Holmes                                                                   | Cortometraggio                 |
| 1912 | The Stolen Papers                                                               | Dal racconto Il trattato navale, della raccolta Le memorie di Sherlock Holmes                                                                              | Cortometraggio                 |
| 1912 | The Reigate Squires                                                             | Dal racconto L'enigma di Reigate, della raccolta Le memorie di Sherlock Holmes                                                                             | Cortometraggio                 |
| 1912 | The Musgrave Ritual                                                             | Dal racconto Il cerimoniale dei Musgrave, della raccolta Le memorie di Sherlock Holmes                                                                     | Cortometraggio                 |
| 1912 | The Beryl Coronet                                                               | Dal racconto L'avventura del diadema di berilli, della raccolta Le avventure di Sherlock Holmes                                                            | Cortometraggio                 |
| 1912 | Le ruban moucheté                                                               | Dal racconto L'avventura della banda maculata | Cortometraggio                 |
| 1912 | Le mystère de Val Boscombe                                                      | Dal racconto Il mistero di Boscombe Valley | Cortometraggio                 |
| 1912 | Flamme d'argent                                                                 | Dal racconto Barbaglio d'Argento | Cortometraggio                 |
| 1913 | Sherlock Holmes Solves the Sign of the Four                                     | Dal romanzo Il segno dei quattro | Cortometraggio                 |
| 1913 | Sherlock Holmes Solves the Sign of the Four                                     | Dal romanzo Il segno dei quattro | [ 3 ]                          |
| 1913 | The House of Temperley                                                          | Dal romanzo Il fantasma del castello |                                |
| 1914 | Der Hund von Baskerville                                                        | Dal romanzo Il mastino dei Baskerville |                                |
| 1914 | A Study in Scarlet                                                              | Dal romanzo Uno studio in rosso |                                |
| 1914 | A Study in Scarlet                                                              | Dal romanzo Uno studio in rosso | Cortometraggio                 |
| 1915 | Brigadier Gerard                                                                | Dal racconto Brigadier Gerard |                                |
| 1915 | The Firm of Girdlestone                                                         | Dal romanzo Caccia ai milioni |                                |
| 1915 | Il mastino dei Baskerville                                                      | Dal romanzo Il mastino dei Baskerville |                                |
| 1916 | Der Hund von Baskerville, 3. Teil - Das unheimliche Zimmer                      | Dal romanzo Il mastino dei Baskerville |                                |
| 1916 | The Valley of Fear                                                              | Dal romanzo La valle della paura |                                |
| 1916 | Sherlock Holmes                                                                 | [ 4 ] |                                |
| 1916 | The Comet's Come-Back                                                           | ?????????????? | Cortometraggio                 |
| 1917 | Die Kassette                                                                    | ?????????????? |                                |
| 1917 | Der Erdstrommotor                                                               | ?????????????? |                                |
| 1918 | Der Schlangenring                                                               | ?????????????? |                                |
| 1918 | Was er im Spiegel sah                                                           | ?????????????? |                                |
| 1920 | Der Hund von Baskerville - 5 Teil: Dr. Macdonalds Sanatorium                    | Dal romanzo Il mastino dei Baskerville |                                |
| 1920 | Rodney Stone                                                                    | Dal romanzo Il fantasma del castello |                                |
| 1920 | Der Hund von Baskerville - 6. Teil: Das Haus ohne Fenster                       | Dal romanzo Il mastino dei Baskerville |                                |
| 1921 | The Yellow Face                                                                 | Dal racconto La faccia gialla, della raccolta Le memorie di Sherlock Holmes                                                                                | Cortometraggio                 |
| 1921 | The Tiger of San Pedro                                                          | Dal racconto L'avventura del Wisteria Lodge, della raccolta L'ultimo saluto di Sherlock Holmes                                                             | Cortometraggio                 |
| 1921 | The Solitary Cyclist                                                            | Dal racconto L'avventura del ciclista solitario, della raccolta Il ritorno di Sherlock Holmes                                                              | Cortometraggio                 |
| 1921 | The Resident Patient                                                            | Dal racconto Il paziente interno, della raccolta Le memorie di Sherlock Holmes                                                                             | Cortometraggio                 |
| 1921 | The Red-Haired League                                                           | Dal racconto La Lega dei Capelli Rossi, della raccolta Le avventure di Sherlock Holmes                                                                     | Cortometraggio                 |
| 1921 | The Priory School                                                               | Dal racconto L'avventura della scuola del priorato, della raccolta Il ritorno di Sherlock Holmes                                                           | Cortometraggio                 |
| 1921 | The Noble Bachelor                                                              | Dal racconto L'avventura del nobile scapolo, della raccolta Le avventure di Sherlock Holmes                                                                | Cortometraggio                 |
| 1921 | The Man with the Twisted Lip                                                    | Dal racconto L'uomo dal labbro spaccato, della raccolta Le avventure di Sherlock Holmes                                                                    | Cortometraggio                 |
| 1921 | The Empty House                                                                 | Dal racconto L'avventura della casa vuota, della raccolta Il ritorno di Sherlock Holmes                                                                    | Cortometraggio                 |
| 1921 | The Dying Detective                                                             | Dal racconto L'avventura del detective morente, della raccolta L'ultimo saluto di Sherlock Holmes                                                          | Cortometraggio                 |
| 1921 | The Devil's Foot                                                                | Dal racconto L'avventura del piede del diavolo, della raccolta L'ultimo saluto di Sherlock Holmes                                                          | Cortometraggio                 |
| 1921 | The Copper Beeches                                                              | Dal racconto L'avventura dei Faggi Rossi, della raccolta Le avventure di Sherlock Holmes                                                                   | Cortometraggio                 |
| 1921 | The Beryl Coronet                                                               | Dal racconto L'avventura del diadema di berilli, della raccolta Le avventure di Sherlock Holmes                                                            | Cortometraggio                 |
| 1921 | A Scandal in Bohemia                                                            | Dal racconto Uno scandalo in Boemia, della raccolta Le avventure di Sherlock Holmes                                                                        | Cortometraggio                 |
| 1921 | A Case of Identity                                                              | Dal racconto Un caso di identità, della raccolta Le avventure di Sherlock Holmes                                                                           | Cortometraggio                 |
| 1921 | Un drame sous Napoléon                                                          | Dal romanzo Lo zio Bernac |                                |
| 1921 | Il cane di Baskerville (The Hound of the Baskervilles)                          | Dal romanzo Il mastino dei Baskerville |                                |
| 1921 | The Croxley Master                                                              | Dal romanzo [[]] |                                |
| 1921 | The Adventures of Sherlock Holmes                                               | Dalla raccolta Le avventure di Sherlock Holmes | [ 3 ]                          |
| 1922 | The Stockbroker's Clerk                                                         | Dal racconto L'impiegato dell'agenzia di cambio, della raccolta Le memorie di Sherlock Holmes                                                              | Cortometraggio                 |
| 1922 | The Six Napoleons                                                               | Dal racconto L'avventura dei sei Napoleoni, della raccolta Il ritorno di Sherlock Holmes                                                                   | Cortometraggio                 |
| 1922 | The Second Stain                                                                | Dal racconto L'avventura della seconda macchia, della raccolta Il ritorno di Sherlock Holmes                                                               | Cortometraggio                 |
| 1922 | The Reigate Squires                                                             | Dal racconto L'enigma di Reigate, della raccolta Le memorie di Sherlock Holmes                                                                             | Cortometraggio                 |
| 1922 | The Red Circle                                                                  | Dal racconto L'avventura del Cerchio Rosso, della raccolta L'ultimo saluto di Sherlock Holmes                                                              |                                |
| 1922 | The Norwood Builder                                                             | Dal racconto L'avventura del costruttore di Norwood, della raccolta Il ritorno di Sherlock Holmes                                                          | Cortometraggio                 |
| 1922 | The Naval Treaty                                                                | Dal racconto Il trattato navale, della raccolta Le memorie di Sherlock Holmes                                                                              | Cortometraggio                 |
| 1922 | Musgrave Ritual                                                                 | Dal racconto Il cerimoniale dei Musgrave, della raccolta Le memorie di Sherlock Holmes                                                                     | Cortometraggio                 |
| 1922 | The Greek Interpreter                                                           | Dal racconto L'avventura dell'interprete greco, della raccolta Le memorie di Sherlock Holmes                                                               | Cortometraggio                 |
| 1922 | The Golden Pince-Nez                                                            | Dal racconto L'avventura degli occhialini d'oro, della raccolta Il ritorno di Sherlock Holmes                                                              | Cortometraggio                 |
| 1922 | The Bruce Partington Plans                                                      | Dal racconto L'avventura dei progetti Bruce-Partington, della raccolta L'ultimo saluto di Sherlock Holmes                                                  | Cortometraggio                 |
| 1922 | The Boscombe Valley Mystery                                                     | Dal racconto Il mistero di Boscombe Valley, della raccolta Le avventure di Sherlock Holmes                                                                 | Cortometraggio                 |
| 1922 | The Abbey Grange                                                                | Dal racconto L'avventura di Abbey Grange, della raccolta Il ritorno di Sherlock Holmes                                                                     | Cortometraggio                 |
| 1922 | Charles Augustus Milverton                                                      | Dal racconto L'avventura di Charles Augustus Milverton, della raccolta Il ritorno di Sherlock Holmes                                                       |                                |
| 1922 | Black Peter                                                                     | Dal racconto L'avventura di Black Peter, della raccolta Il ritorno di Sherlock Holmes                                                                      | Cortometraggio                 |
| 1922 | Sherlock Holmes                                                                 | [ 4 ] |                                |
| 1923 | The Three Students                                                              | Dal racconto L'aventura dei tre studenti, della raccolta Il ritorno di Sherlock Holmes                                                                     | Cortometraggio                 |
| 1923 | The Stone of Mazarin                                                            | Dal racconto L'avventura della Pietra di Mazarino, della raccolta Il taccuino di Sherlock Holmes                                                           | Cortometraggio                 |
| 1923 | The Speckled Band                                                               | Dal racconto L'avventura della banda maculata, della raccolta Le avventure di Sherlock Holmes                                                              | Cortometraggio                 |
| 1923 | The Mystery of Thor Bridge                                                      | Dal racconto Il problema di Thor Bridge, della raccolta Il taccuino di Sherlock Holmes                                                                     | Cortometraggio                 |
| 1923 | The Mystery of the Dancing Men                                                  | Dal racconto L'avventura degli omini danzanti, della raccolta Il ritorno di Sherlock Holmes                                                                | Cortometraggio                 |
| 1923 | The Missing Three Quarter                                                       | Dal racconto L'avventura del giocatore scomparso, della raccolta Il ritorno di Sherlock Holmes                                                             | Cortometraggio                 |
| 1923 | The Gloria Scott                                                                | Dal racconto Il mistero della Gloria Scott, della raccolta Le memorie di Sherlock Holmes                                                                   | Cortometraggio                 |
| 1923 | The Final Problem                                                               | Dal racconto L'ultima avventura, della raccolta Le memorie di Sherlock Holmes                                                                              | Cortometraggio                 |
| 1923 | The Engineer's Thumb                                                            | Dal racconto L'avventura del pollice dell'ingegnere, della raccolta Le avventure di Sherlock Holmes                                                        | Cortometraggio                 |
| 1923 | The Disappearance of Lady Frances Carfax                                        | Dal racconto La scomparsa di Lady Frances Carfax, della raccolta L'ultimo saluto di Sherlock Holmes                                                        | Cortometraggio                 |
| 1923 | The Crooked Man                                                                 | Dal racconto Il caso dell'uomo deforme, della raccolta Le memorie di Sherlock Holmes                                                                       | Cortometraggio                 |
| 1923 | The Cardboard Box                                                               | Dal racconto L'avventura della scatola di cartone, della raccolta L'ultimo saluto di Sherlock Holmes                                                       | Cortometraggio                 |
| 1923 | The Blue Carbuncle                                                              | Dal racconto L'avventura del carbonchio azzurro, della raccolta Le avventure di Sherlock Holmes                                                            | Cortometraggio                 |
| 1923 | Silver Blaze                                                                    | Dal racconto Barbaglio d'Argento, della raccolta Le memorie di Sherlock Holmes                                                                             | Cortometraggio                 |
| 1923 | His Last Bow                                                                    | Dal racconto L'ultimo saluto. Un epilogo., della raccolta L'ultimo saluto di Sherlock Holmes                                                               | Cortometraggio                 |
| 1923 | The Sign of Four                                                                | Dal romanzo Il segno dei quattro |                                |
| 1923 | Fires of Fate                                                                   | Dal romanzo La tragedia del Korosko |                                |
| 1925 | Il mondo perduto (The Lost World)                                               | Dal romanzo Il mondo perduto |                                |
| 1925 | How It Happened                                                                 | Dal racconto Come accadde | Cortometraggio                 |
| 1927 | The Fighting Eagle                                                              | Dal romanzo The Exploits of Brigadier Gerard |                                |
| 1929 | Il cane di Baskerville (Der Hund von Baskerville)                               | Dal romanzo Il mastino dei Baskerville |                                |
| 1929 | The Return of Sherlock Holmes                                                   | Dai racconti L'ultimo saluto. Un epilogo. e L'avventura del detective morente, della raccolta L'ultimo saluto di Sherlock Holmes                           |                                |
| 1931 | The Sleeping Cardinal                                                           | Dai racconti L'avventura della casa vuota, della raccolta Il ritorno di Sherlock Holmes e L'ultima avventura, della raccolta Le memorie di Sherlock Holmes |                                |
| 1931 | The Speckled Band                                                               | Dal racconto L'avventura della banda maculata, della raccolta Le avventure di Sherlock Holmes                                                              |                                |
| 1931 | The Hound of the Baskervilles                                                   | Dal romanzo Il mastino dei Baskerville |                                |
| 1932 | The Missing Rembrandt                                                           | Dal racconto L'avventura di Charles Augustus Milverton, della raccolta Il ritorno di Sherlock Holmes                                                       |                                |
| 1932 | Il segno dei quattro                                                            | Dal romanzo Il segno dei quattro |                                |
| 1932 | Fires of Fate                                                                   | Dal romanzo La tragedia del Korosko |                                |
| 1932 | Sherlock Holmes                                                                 | [ 4 ] | [ 3 ]                          |
| 1932 | The Lost Special                                                                | Dal racconto Il treno scomparso |                                |
| 1933 | A Study in Scarlet                                                              | Dal romanzo Uno studio in rosso |                                |
| 1933 | The Veteran of Waterloo                                                         | Dall'opera teatrale Il brigadiere Gérard a Waterloo |                                |
| 1934 | The Secret of the Loch                                                          | Dal romanzo Il mondo perduto | [ 3 ]                          |
| 1935 | The Triumph of Sherlock Holmes                                                  | Dal romanzo La valle della paura |                                |
| 1937 | Der Hund von Baskerville                                                        | Dal romanzo Il mastino dei Baskerville |                                |
| 1937 | Sherlock Holmes alle corse                                                      | Dal racconto Barbaglio d'Argento, della raccolta Le memorie di Sherlock Holmes                                                                             |                                |
| 1937 | Waterloo                                                                        | Dall'opera teatrale Il brigadiere Gérard a Waterloo | Film televisivo                |
| 1937 | The Three Garridebs                                                             | Dal racconto L'avventura della Pietra di Mazarino, della raccolta Il taccuino di Sherlock Holmes                                                           | Film televisivo andato perduto |
| 1939 | Sherlock Holmes e il mastino di Baskerville (The Hound of the Baskervilles)     | Dal romanzo Il mastino dei Baskerville |                                |
| 1939 | Le avventure di Sherlock Holmes (The Adventures of Sherlock Holmes)             | Nessuno | [ 3 ]                          |
| 1942 | Sherlock Holmes e la voce del terrore (Sherlock Holmes and the Voice of Terror) | Dal racconto L'avventura degli omini danzanti, della raccolta Il ritorno di Sherlock Holmes                                                                |                                |
| 1942 | Sherlock Holmes e l'arma segreta (Sherlock Holmes and the Secret Weapon)        | Dal racconto L'ultimo saluto. Un epilogo, della raccolta L'ultimo saluto di Sherlock Holmes                                                                |                                |